# Frisörföretagarna
Frisörföretagarna är en bransch- och arbetsgivarorganisation för frisörer med cirka 5 500 medlemsföretag över hela Sverige. Organisationen arbetar för att tillvarata medlemmarnas intressen samt att påverka, utveckla och underlätta i branschen.

## Frisörsök
Frisörsök är en webbplats riktad till konsumenter som söker  frisörer i Sverige. Tjänsten skapades 2014 av bransch- och arbetsgivarorganisationen Frisörföretagarna med ca 5000 medlemmar. Sedan starten har endast frisersalonger som uppfyller kraven för medlemskap i Frisörföretagarna visats i Frisörsök.

## Frisörlicens
2016 skapade Frisörernas Yrkesnämnd en ny licens kallad "Frisörlicens" som sammanställer enskilda frisörers behörigheter och utbildningsnivå. Kraven för att inneha licens sammanfaller i väsentliga delar med kraven på medlemskap i Frisörföretagarna och därmed kan Frisörsök även visa salonger med licensierade frisörer oavsett medlemskap i Frisörföretagarna.